# Vale de Frades
Vale de Frades é uma povoação portuguesa do município de Vimioso que foi sede da extinta freguesia homónima, que tinha 40,16 km² de área e 160 habitantes (2011), e, por isso, uma densidade populacional de 4,0 hab/km².
A freguesia de Vale de Frades foi extinta e agregada pela reorganização administrativa de 2013, tendo o seu território sido integrado na então criada freguesia de Vale de Frades e Avelanoso.

## População
| População da freguesia de Vale de Frades | População da freguesia de Vale de Frades | População da freguesia de Vale de Frades | População da freguesia de Vale de Frades | População da freguesia de Vale de Frades | População da freguesia de Vale de Frades | População da freguesia de Vale de Frades | População da freguesia de Vale de Frades | População da freguesia de Vale de Frades | População da freguesia de Vale de Frades | População da freguesia de Vale de Frades | População da freguesia de Vale de Frades | População da freguesia de Vale de Frades | População da freguesia de Vale de Frades | População da freguesia de Vale de Frades |
| ---------------------------------------- | ---------------------------------------- | ---------------------------------------- | ---------------------------------------- | ---------------------------------------- | ---------------------------------------- | ---------------------------------------- | ---------------------------------------- | ---------------------------------------- | ---------------------------------------- | ---------------------------------------- | ---------------------------------------- | ---------------------------------------- | ---------------------------------------- | ---------------------------------------- |
| 1864                                     | 1878                                     | 1890                                     | 1900                                     | 1911                                     | 1920                                     | 1930                                     | 1940                                     | 1950                                     | 1960                                     | 1970                                     | 1981                                     | 1991                                     | 2001                                     | 2011                                     |
| 479                                      | 536                                      | 624                                      | 607                                      | 686                                      | 624                                      | 657                                      | 793                                      | 795                                      | 690                                      | 418                                      | 436                                      | 301                                      | 203                                      | 160                                      |

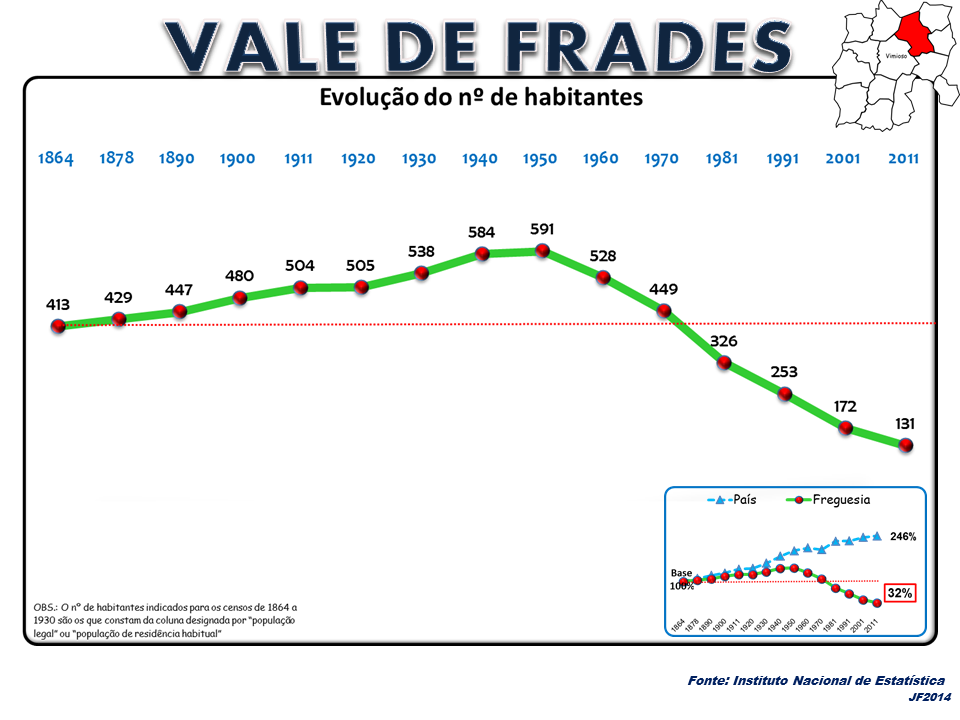
Evolução da População 1864 / 2011
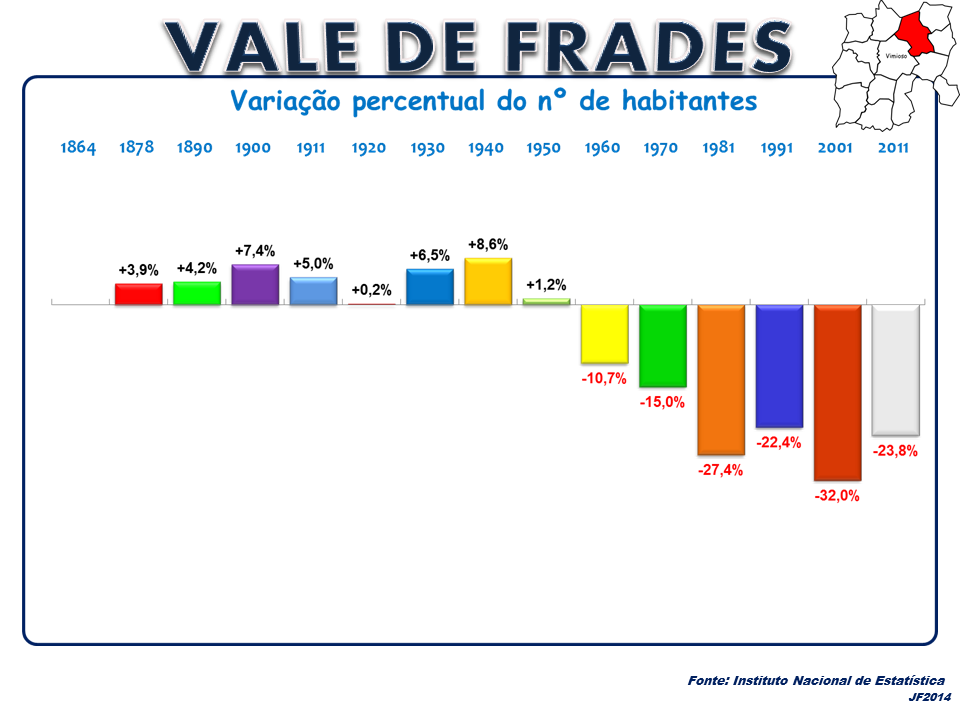
Variação da População 1864 / 2011
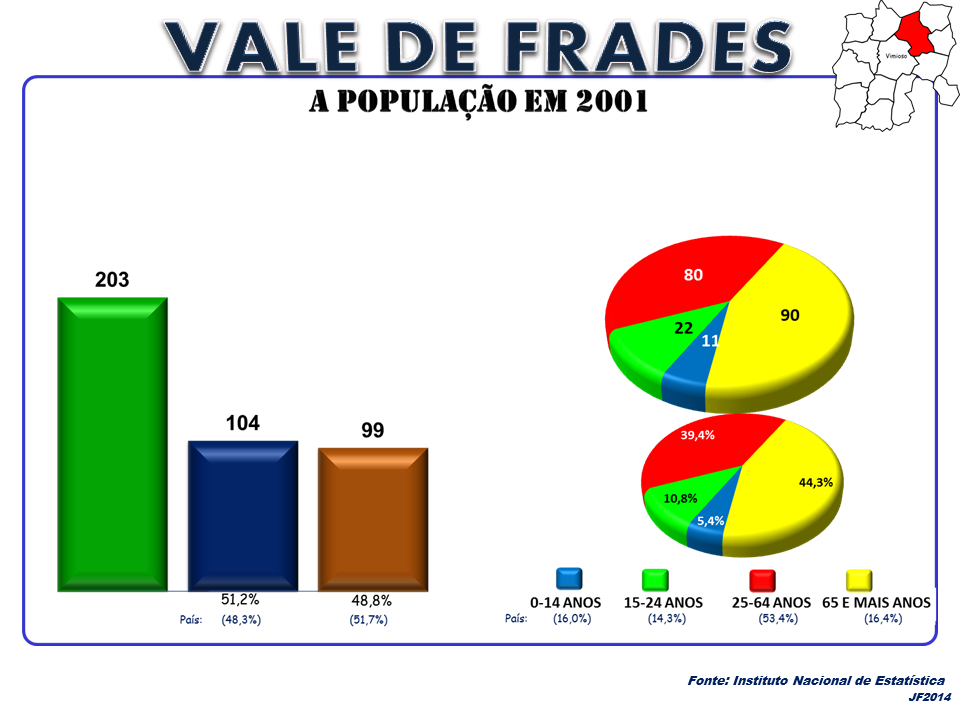
A População em 2001
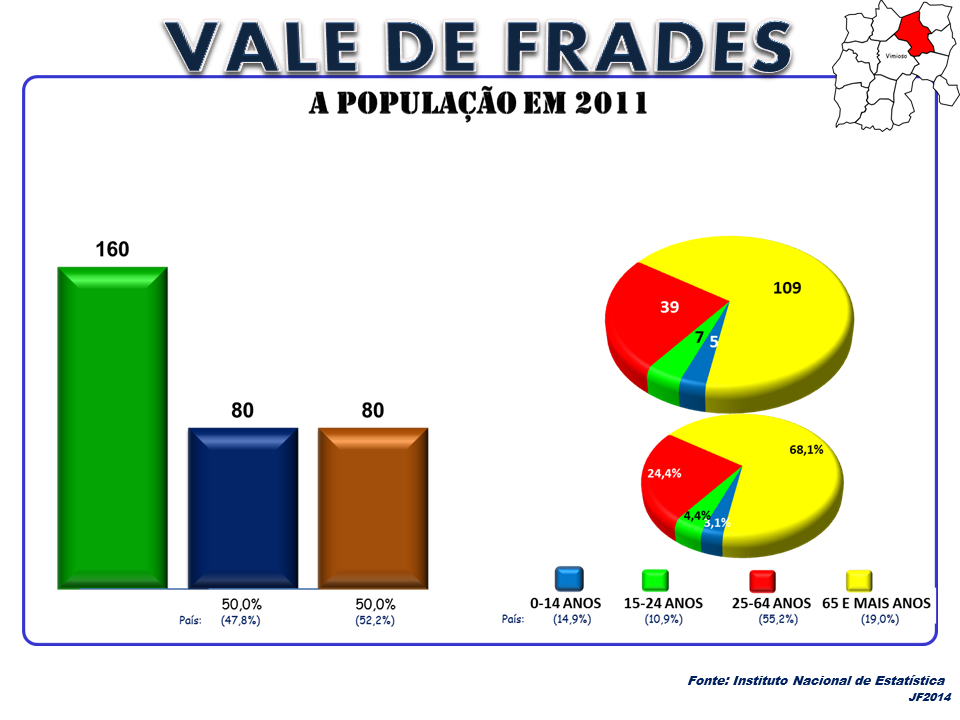
A População em 2011

## Localidades
A Freguesia de Vale de Frades era composta por 3 aldeias:
- Vale de Frades
- São Joanico
- Serapicos